# ケオクック・ウエスタンズ
ケオクック・ウエスタンズ（Keokuk Westerns）は、1875年にアメリカ合衆国アイオワ州ケオクック郡を本拠地とし、ナショナル・アソシエーションに所属していたプロ野球チーム。

## 球団史
1875年にナショナル・アソシエーションが参加球団の拡張をした際、当時15,000ほどの人口だったというケオクック郡を本拠地とする野球チームが加盟した。プロでのプレー経験のある者を集めたとはいえ、ロースターはわずか11人だった。
チームはペリー・パークを本拠地として8試合を行っているが、そこは外野守備の邪魔になるような湖が2つあったという。それまでプロ経験のなかったチームただ一人の投手マイク・ゴールデンは防御率2.79と奮闘したが、チーム打率.180と全く打てず、リーグでは5月6日のセントルイス・レッドストッキングス戦で1つ勝っただけに終わった。6月14日の試合を最後にチームは倒産、リーグ加盟期間はわずか40日ほどであった。
なお1875年のナショナル・アソシエーションは、こうした運営基盤の弱い小都市のチームが加盟してはすぐ破綻することを繰り返していたため、翌年のナショナルリーグ結成にあたっては、大都市を本拠地とする球団だけを参加させるような動きが見られたという。

## 戦績
※順位は勝利数による。
| 年度   | リーグ | 試合 | 勝利 | 敗戦 | 勝率 | 順位 | 監督             | 本拠地     |
| ------ | ------ | ---- | ---- | ---- | ---- | ---- | ---------------- | ---------- |
| 1875年 | NA     | 13   | 1    | 12   | .077 | 13位 | ジョー・シモンズ | Perry Park |

## 所属した主な選手
- チャーレイ・ジョーンズ：ウエスタンズでプロ入り。後に打点王2回、ナショナルリーグ最多本塁打1回。

## 主な球団記録
- 通算安打数：14（ジミー・ハリナン、ジョセフ・クイン）
- 通算打点数：10（チャーレイ・ジョーンズ）
- 通算登板数：13（マイク・ゴールデン）